# 龙赛湖
龙赛湖是一个位于中国湖北省应城县的湖泊，面积约为18.1平方千米，平均水深约为1.2米。